# Classpath
Classpath és un paràmetre de la màquina virtual Java o del compilador Java que especifica la ubicació de les classes i paquets definits per l'usuari. El paràmetre es pot establir a la línia d'ordres o mitjançant una variable d'entorn.
Visió general i arquitectura
De manera semblant al comportament de càrrega dinàmica clàssica, quan s'executa programes Java, la màquina virtual de Java troba i carrega classes de manera mandrosa (carrega el bytecode d'una classe només quan la classe s'utilitza per primera vegada). El classpath indica a Java on buscar al sistema de fitxers els fitxers que defineixen aquestes classes.
La màquina virtual cerca i carrega classes en aquest ordre:
1. classes bootstrap: les classes que són fonamentals per a la plataforma Java (que comprenen les classes públiques de la Java Class Library i les classes privades que són necessàries perquè aquesta biblioteca sigui funcional).
2. classes d'extensió: paquets que es troben al directori d'extensió del Java Runtime Environment o JDK, jre/lib/ext/
3. paquets i biblioteques definits per l'usuari

Per defecte, només els paquets de l'API estàndard de JDK i els paquets d'extensió són accessibles sense necessitat d'establir on trobar-los. El camí de tots els paquets i biblioteques definits per l'usuari s'ha d'establir a la línia d'ordres (o al manifest associat al fitxer Jar que conté les classes).

## Configuració del camí per executar programes Java

### Subministrament com a argument d'aplicació
Suposem que tenim un paquet anomenat org.mypackage que conté les classes:
- HelloWorld (classe principal)
- Classe de suport
- UtilClass

i els fitxers que defineixen aquest paquet s'emmagatzemen físicament al directori D:\myprogram (a Windows) o /home/user/myprogram (a Linux).
L'estructura del fitxer té aquest aspecte:
| Microsoft Windows                                                                                                   | Linux |
| --- | --- |
| D:\myprogram\ \| ---> org\ \| ---> mypackage\ \| ---> HelloWorld.class ---> SupportClass.class ---> UtilClass.class | /home/user/myprogram/ \| ---> org/ \| ---> mypackage/ \| ---> HelloWorld.class ---> SupportClass.class ---> UtilClass.class |

Quan invoquem Java, especifiquem el nom de l'aplicació a executar: org.mypackage. Hola món. Tanmateix, també hem de dir a Java on buscar els fitxers i directoris que defineixen el nostre paquet. Per tant, per iniciar el programa, utilitzem l'ordre següent:
| Microsoft Windows                                     | Linux                                                  |
| ----------------------------------------------------- | ------------------------------------------------------ |
| java -classpath D:\myprogram org.mypackage.HelloWorld | java -cp /home/user/myprogram org.mypackage.HelloWorld |

on:
- java és el llançador de temps d'execució de Java, un tipus d'eina SDK (una eina de línia d'ordres, com ara javac, javadoc o apt)
- -classpath D:\myprogram estableix el camí dels paquets utilitzats al programa (a Linux, -cp /home/user/myprogram) i
- org.mypackage. Hola món és el nom de la classe principal